# آسیاب‌آبی حسینی
آسیاب آبی حسینی مربوط به اواخر دوره قاجار است و در شهرستان تایباد، بخش میان ولایت، روستای حسینی واقع شده و این اثر در تاریخ ۲۲ مرداد ۱۳۸۴ با شمارهٔ ثبت ۱۳۱۴۲ به‌عنوان یکی از آثار ملی ایران به ثبت رسیده است.